# Kota Ringin
Kota Ringin is een bestuurslaag in het regentschap Siak van de provincie Riau, Indonesië. Kota Ringin telt 1201 inwoners (volkstelling 2010).